# Аденіке Акінсемолу
Аденіке Адебукола Акінсемолу — нігерійська прихильниця екологічної стійкості, педагог, авторка і соціальна підприємиця. Вона викладає в Університеті Обафемі Аволово (кампус коледжу Адейемі). Вона відома як одна із провідних експерток країни з екологічної стійкості.
Акінсемолу є засновницею Green Campus Initiative, першої екологічної організації в Нігерії, яка базується на кампусі. Зелений інститут - науково-освітній заклад сталого розвитку. У своїй справі пропагування освіти дівчаток вона заснувала премію Girl Prize, яка надає фінансову та наставницьку підтримку молодим нігерійським дівчатам середньої школи.
Акінселмоу є лауреаткою премії Robert Bosch Stiftung та Nigeria Energy Awards.
Вона є авторкою опублікованих журналів, у тому числі журналу про роль мікроорганізмів у досягненні цілей сталого розвитку.

## Кар'єра
Аденіке Акінсемолу народилася в штаті Ондо, Нігерія. Вона має ступінь магістерки та доктора філософії з мікробіології навколишнього середовища Університету Бебкока та Федерального технологічного університету, а також диплом аспірантки освіти Університету Обафемі Аволово. Вона працювала з Фондом Клінтона в Нью-Йорку, а пізніше заснувала ініціативу Green Campus.
Акінсему є членом Королівського товариства співдружності та членом Національного керівного комітету Асоціації практиків сталої енергетики Нігерії (SEPAN) при Міністерстві влади. Вона є лауреаткою премії для молодих дослідників Фонду Роберта Боша. У жовтні 2015 року вона виграла премію Nigeria Energy Awards за енергоефективність та пропаганду.
Акінсемолу виступала за включення зеленої освіти та сталого розвитку до нігерійської академічної програми. У 2015 році про її зелену подорож Sahara Reporters зняли документальний фільм.
Акінсемолу є науковою співробітницею Мережі рішень ООН зі сталого розвитку та членом наукового комітету 6-ї щорічної міжнародної конференції зі сталого розвитку (ICSD) в Інституті Землі Колумбійського університету. У 2020 році Акінсемолу опублікувала книгу «Принципи екології та науки про стійкість», у якій розглядаються питання сталого розвитку в Африці.
У березні 2021 року Акінсемолу була визнана однією з провідних молодіжних лідерів та лідерок у галузі охорони природи на континенті, ставши однією із нігерійських переможець премії «100 найкращих молодих лідерів з охорони природи Африки» від Африканського альянсу YMCA, Всесвітньої організації скаутського руху, Африканського фонду дикої природи та Всесвітнього фонду дикої природи.

## Зелений інститут
У 2015 році Акінсемолу заснувала Green Campus Initiative (GCI), першу організацію захисту навколишнього середовища в Нігерії. За зелену діяльність у кампусі його організаційна модель була відзначена на Четвертій щорічній конференції зелених кампусів у 2015 році в Університеті Вестерн Кейп у Південній Африці нагородами. GCI є членом Мережі сталого розвитку ООН, має понад 500 послів і підготував понад 5500 студентів у 28 університетах країни. У 2017 році Ініціатива Green Campus перетворилася на Green Institute, науково-дослідну та навчальну установу сталого розвитку та соціальне підприємство. Першим президентом інституту стала професор Дамілола С. Олавуї. Інститут забезпечує академічні програми сталого розвитку та заходи щодо розбудови соціального підприємництва відповідно до цілей сталого розвитку ООН. Організація є першою академічною установою в Нігерії, яка фінансує витрати на навчання в коледжі через програму поводження з відходами «Сміття для освіти», надаючи студентам «кредити» в обмін на зібрані відходи, які пізніше закуповують уряд штату та приватні підприємства.
У червні 2020 року Green Institute організував глобальний саміт сталого розвитку до Всесвітнього дня навколишнього середовища, зібрав понад двадцять п’ять лідерів сталого розвитку з різних країн, у тому числі відомого еколога Джеффрі Сакса.

## Соціальні проблеми та адвокація
Акінсемолу сприяла освіті дівчат і заснувала програму стипендій та наставництва «Girl Prize». Після землетрусу в Індійському океані 2004 року та урагану Катріна в Новому Орлеані вона брала участь у місії з надання допомоги Фонду Клінтона.

## Публікації
- Роль мікроорганізмів у досягненні цілей сталого розвитку (ЦСР).[40]
- Уразливість жінок до зміни клімату в прибережних регіонах Нігерії: випадок громади Іладже в штаті Ондо.[41]

## Нагороди та визнання
- Премія для молодих дослідників Фонду Роберта Боша.
- Премія Nigeria Energy Awards за енергоефективність та пропаганду, 2015.
- Член Національного керівного комітету Асоціації практиків сталої енергетики Нігерії (SEPAN)
- Академічна співробітниця Мережі рішень ООН зі сталого розвитку.
- Член наукового комітету 6-ї щорічної міжнародної конференції зі сталого розвитку (ICSD)